# Zane Jākobsone
Zane Jākobsone, coniugata Pelse (Riga, 30 novembre 1985), è un'ex cestista lettone.

## Carriera
Con la Lettonia ha disputato due edizioni dei Campionati europei (Campionato europeo femminile di pallacanestro 2011, 2013).